# Památník Bedřicha Smetany (Obříství)
Památník Bedřicha Smetany je muzeum v usedlosti Lamberk v Obříství, kde pobýval skladatel Bedřich Smetana (1824–1884).  Expozici tvoří memorabilia jako jsou obrazy, nábytek, klavír a předměty denní potřeby. Před budovou stojí Smetanova busta a roste památný jerlín japonský.

## Historie
Pamětní síň byla otevřena 9. září 1956. V roce 1968 se památník přestěhoval do lamberské usedlosti. Smetana zde žil od roku 1840 do roku 1852 a často se sem vracel. Zde také začal s komponováním své Prodané nevěsty. Dům byl vyhlášen kulturní památkou České republiky.
Muzeum bylo poškozeno vodou při povodni v roce 2002. Zrekonstruovaný památník s nově vytvořenou expozicí byl otevřen 28. června 2007.

## Galerie

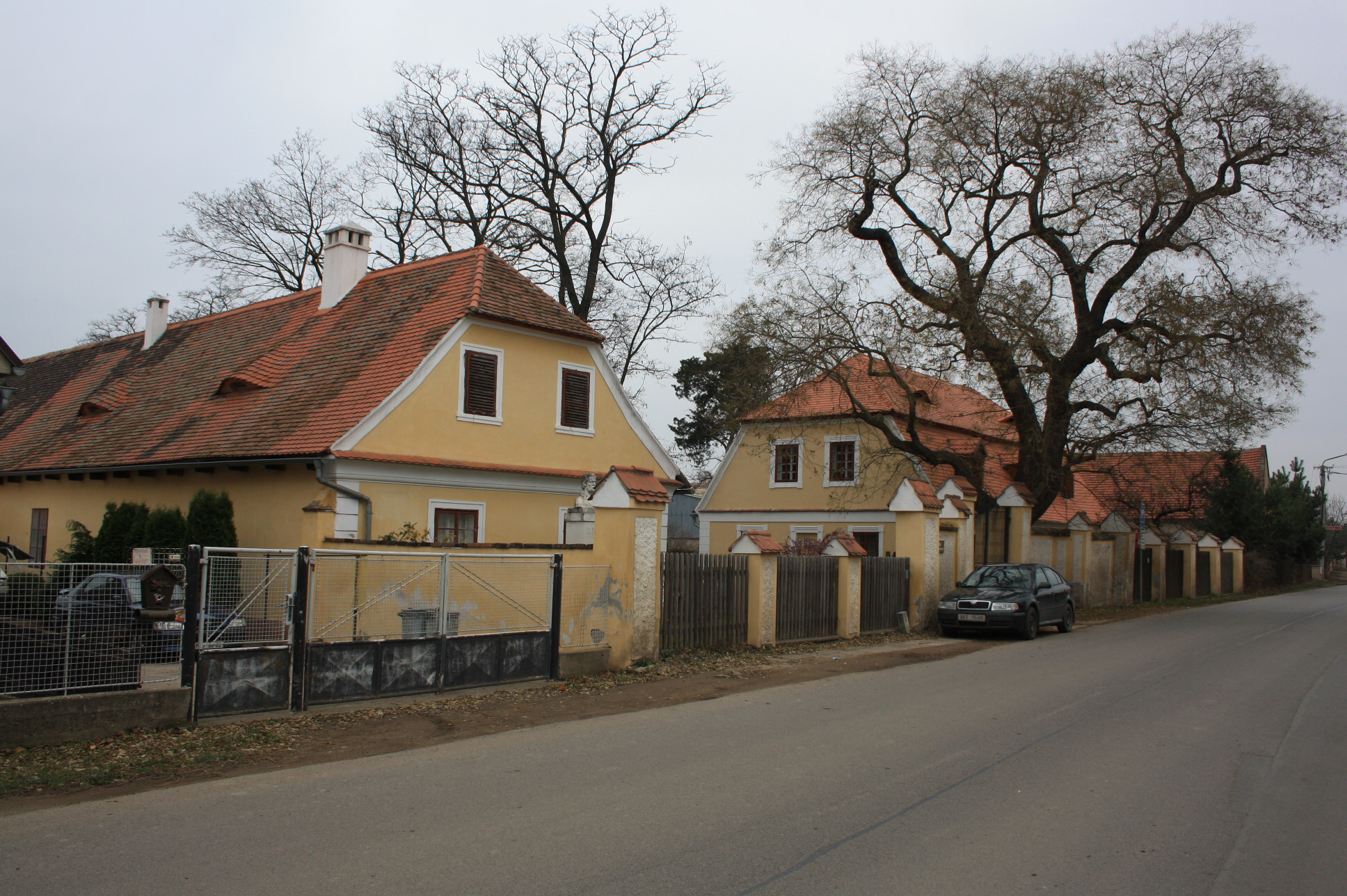
Celkový pohled
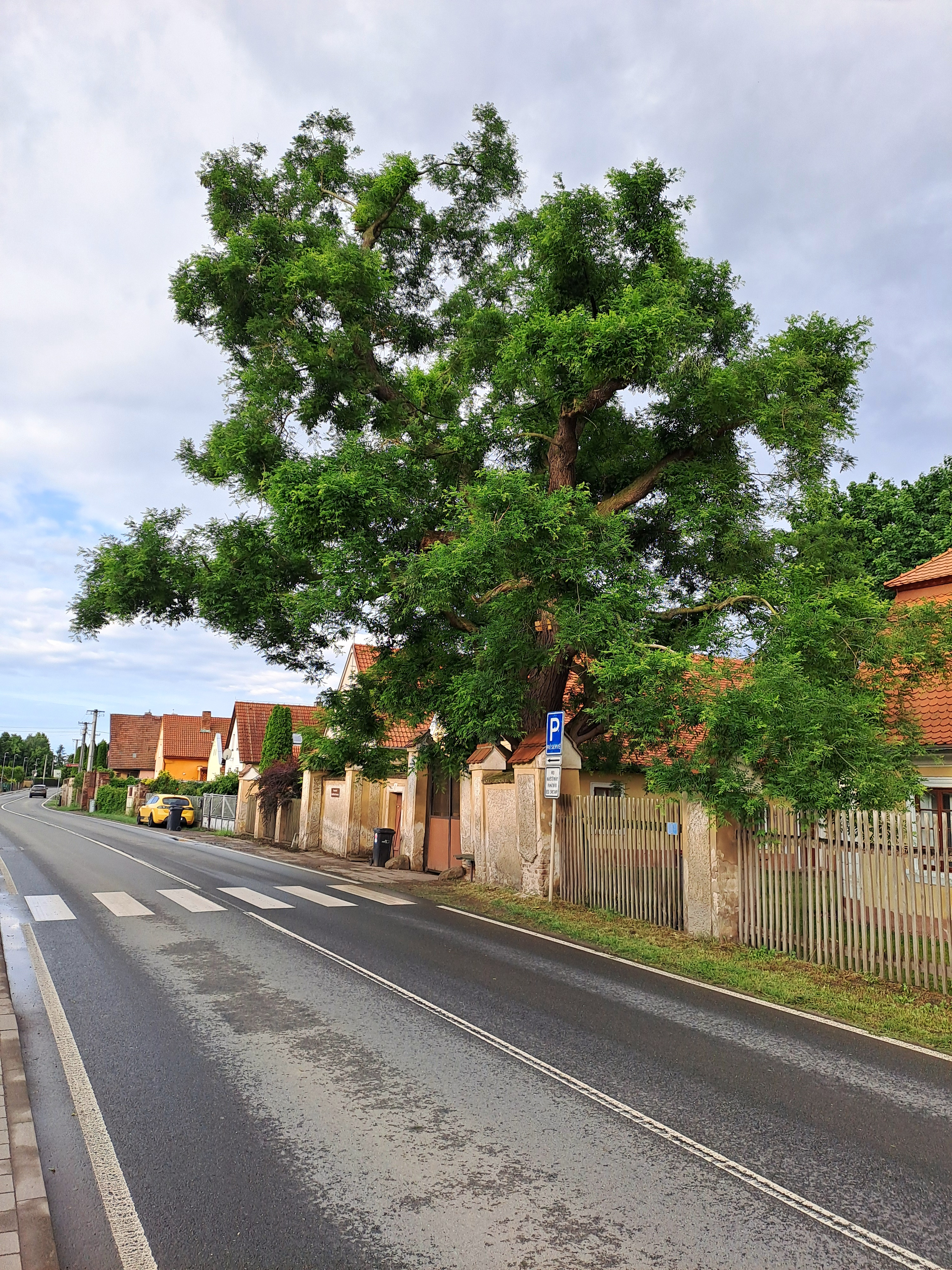
Památný jerlín
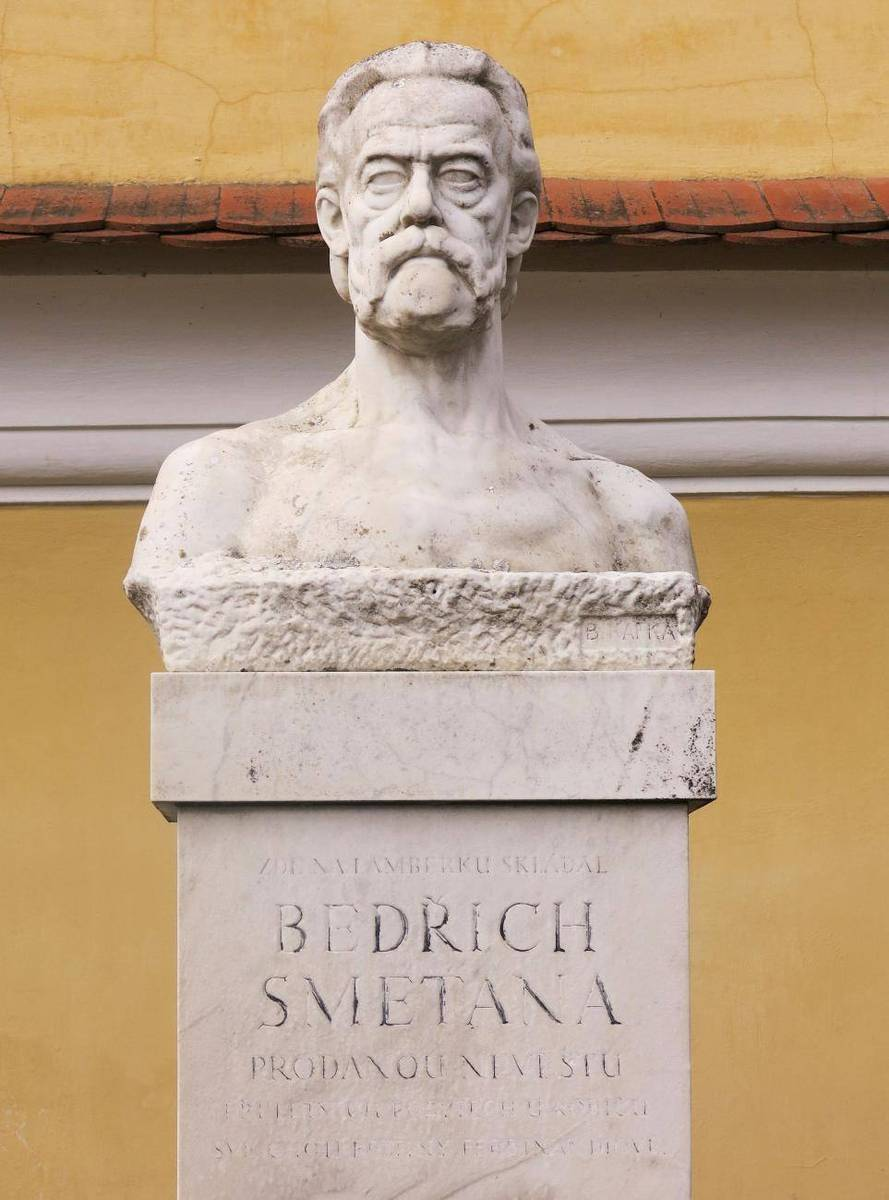
Smetanova busta